# Anyphaena obregon
Espèce
Anyphaena obregon est une espèce d'araignées aranéomorphes de la famille des Anyphaenidae.

## Distribution
Cette espèce est endémique du Mexique. Elle se rencontre au Morelos et à Mexico.

## Description
Les mâles mesurent de 3,35 à 3,71 mm et la femelle paratype 3,38 mm.

## Étymologie
Son nom d'espèce lui a été donné en référence au lieu de sa découverte, Villa Obregón.

## Publication originale
- Platnick & Lau, 1975 : A revision of the celer group of the spider genus Anyphaena (Araneae, Anyphaenidae) in Mexico and Central America. American Museum novitates, no 2575, p. 1-36 (texte intégral).